# Р-23
Р-23 (по классификации МО США и НАТО — AA-7 Apex) — советская (российская) ракета класса «воздух—воздух» средней дальности.

## Разработка
Разработка управляемой ракеты класса «воздух-воздух» средней дальности К-23 началась в МКБ «Вымпел» под руководством А. Л. Ляпина и В. А. Пустовойтова в начале 70-х годов для истребителя МиГ-23. При разработке были учтены требования помехозащищённости, селекции цели и повышения манёвренности. Серийное производство началось в 1973 году под обозначением Р-23.
Модификация Р-23Р стала первой отечественной ракетой, способной поражать цели на фоне земли.

## Боевые возможности
Чувствительность тепловой ГСН ракеты Р-23Т позволяет атаковать цели и на встречных курсах (для захвата цели достаточно слабого кинетического нагрева передних кромок самолёта).

## Устройство
Ракета имеет несущее крыло и дестабилизаторы[уточнить] в носовой части. Стабилизацию по крену осуществляет система автоматического управления. На ракете может устанавливаться либо стержневая (23 кг), либо осколочная (26 кг) боевая часть. Для подрыва БЧ используется радиовзрыватель. Применяется с пусковых устройств АПУ-23.

## Модификации
На базе Р-23 разработана более совершенная ракета Р-24. В отличие от исходного варианта, эта УРВВ имеет комбинированную систему наведения: от момента пуска с катапультного устройства осуществляется радиокомандное управление ракетой с борта самолета, после сближения на дистанцию захвата цели включается ПАРГСН ракеты. Такой способ наведения ракеты позволил увеличить существенно дальность ее пуска. Р-24 применялась с самолетов МиГ-23МЛ в ходе боев с участием сирийских пилотов против F-15 ВВС Израиля в 1983 г.: сирийские заявки на победы не подтверждались, однако в отличие от войны в Ливане 1982 г., ни один МиГ-23МЛ израильтянами сбит не был.

## Зарубежные варианты
- Лицензионное производство модификации ракеты с инфракрасной головкой самонаведения под индексом A911 было налажено на предприятиях военно-промышленного комплекса Социалистической Республики Румыния в начале 1989 года, экспорт ракет за рубеж осуществлялся государственной компанией «Ромтехника»[рум.] в структуре Министерства национальной обороны Румынии. Первые серийные образцы экспонировались 2—6 мая 1989 г. на выставке вооружений «Международная оборона, электроника и авионика» (IDEA ’89) в Анкаре. По заявлению румынской стороны, 90% комплектующих изготавливались на месте и только 10% ввозились из СССР[1].

## Тактико-технические характеристики
- Калибр, мм: 200
- Длина, мм: 4460
- Размах крыла, мм: 1000
- Масса, кг:
  - Р-23Р: 222
  - Р-23Т: 215
- Дальность пуска минимальная, км: 2
- Дальность пуска максимальная:
  - Р-23Р, км: 35
  - Р-23Т, км: 25
- Скорость полёта, М: 3,5
- Боевая часть: ОФ, С
- Масса боевой части, кг: 25